# Australský fotbal
Australský fotbal (anglicky Australian rules football) je branková kolektivní sportovní hra ragbyového typu, hraná 18 hráči s oválným míčem. Jde o velice rychlý, tvrdý a dynamický kolektivní sport. V Austrálii se jedná o jeden z nejpopulárnějších sportů a pomalu se začíná rozšiřovat i do jiných zemí. Co do počtu průměrné návštěvnosti patří australská fotbalová liga (AFL) k třetímu nejnavštěvovanějšímu sportu na světě hned po americké NFL a německé Bundeslize s průměrnou návštěvností 36 428 lidí.

## Historie
V první polovině 19. století se v australských kolonií hrály sporadicky primitivní formy fotbalu. Ve srovnání s kriketem a koňskými dostihy byl fotbal tehdejšími kolonisty považován za pouhou zábavu. V červenci 1858 kapitán kriketového týmu Victoria Tom Wills vyzval k vytvoření fotbalového klubu a vytvořením kodexu, spojením pravidel fotbalu, irského fotbalu a ragby. První pravidla vyšla v roce 1874. V té době byl v Austrálii sport číslo jedna kriket. Hrál se však pouze během léta a Tom Wills chtěl vymyslet sport, kterým by se hráči kriketu udržovali ve formě i během zimního období. I proto se australský fotbal hraje na stejných hřištích, jako kriket. Až později se australský fotbal zcela odprostil od kriketu a první oficiální liga vznikla roku 1897. V té době se tento sport hrál v podstatě jen ve státě Victoria, proto se liga jmenovala VFL – Victorian Football League. Až roku 1989, poté, co se australský fotbal výrazně rozšířil i do dalších států Austrálie, se tato liga přetransformovala do AFL – Australian Football League, která se hraje dodnes. AFL se používá i jako synonymum ke slovnímu spojení australský fotbal. V současné době hraje AFL 19 týmů a jediný stát Austrálie, který v lize nemá zastoupení, je Severní Teritorium. Po několika neúspěšných nabídkách získal v roce 2023 devatenáctou licenci AFL do roku 2028 i tým Tasmánie.

Hřiště

## Hřiště
Hřiště je oválné (kriketový ovál) a podle australských pravidel mezi 135 až 185 m dlouhé a mezi 110 až 155 m na středu široké. Na koncích se zužuje k brankám, tvořených ze čtyř sloupků 6,4 m od sebe vzdálených. Jsou nejméně šest metrů vysoké a tvoří jednu vnitřní a dvě vnější branky. Na hřišti je lajnami vykresleno několik území. Před každou brankou je čtverec o hraně 5 metrů, ze kterého se rozehrává po vstřeleném behindu (viz níže). Dále je okolo branek půlkruh o poloměru 50 metrů a kolem středu hřiště další čtverec také o hraně 50 metrů. Nejslavnější hřiště, na kterém se každoročně hraje AFL Grand Final, se jmenuje MCG – Melbourne Cricket Ground a návštěva na tento zápas bývá přes 100 000 lidí.

## Míč

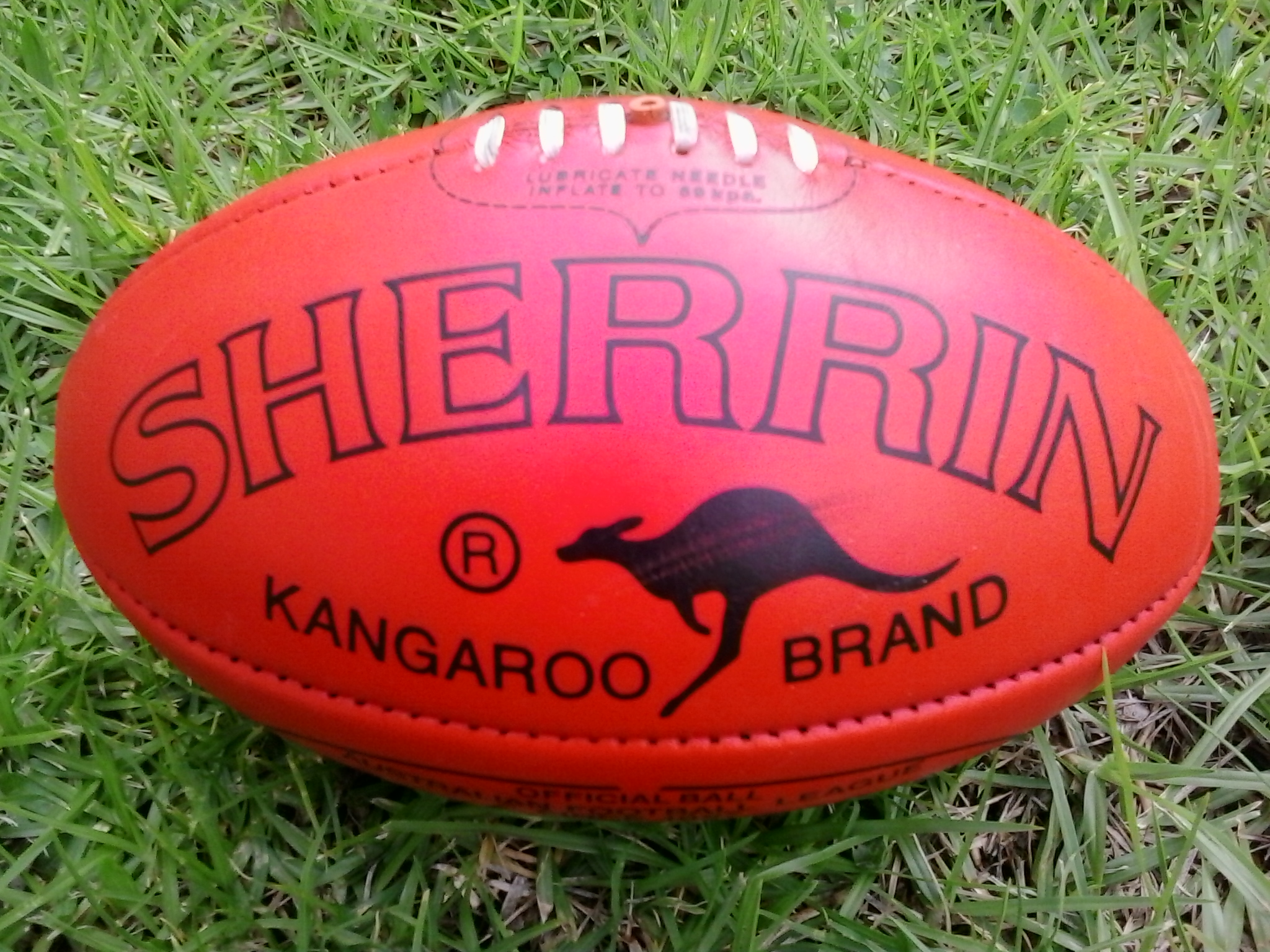

Míč má tvar elipsoidu, je těžší a oválnější než ragbyový, hmotnost 453–482 g, obvod v délce mezi 72 a 73 cm, a kratší obvod v šířce 54,5 a 55,5 cm. V ženské soutěži se používá menší velikost míče 69 a 53 cm. Na rozdíl od ragbyového se dodnes šije z kůže bez gripu. Neexistují žádná definovaná pravidla z jakého materiálu musí být míč vyroben, ale standardní oficiální míče pro AFL se vyrábějí nejkvalitnější hovězí kůže. Míči se přezdívá Footy, což by se dalo přeložit jako „fotbálek“. V Austrálii tak nazývají i samotnou hru.

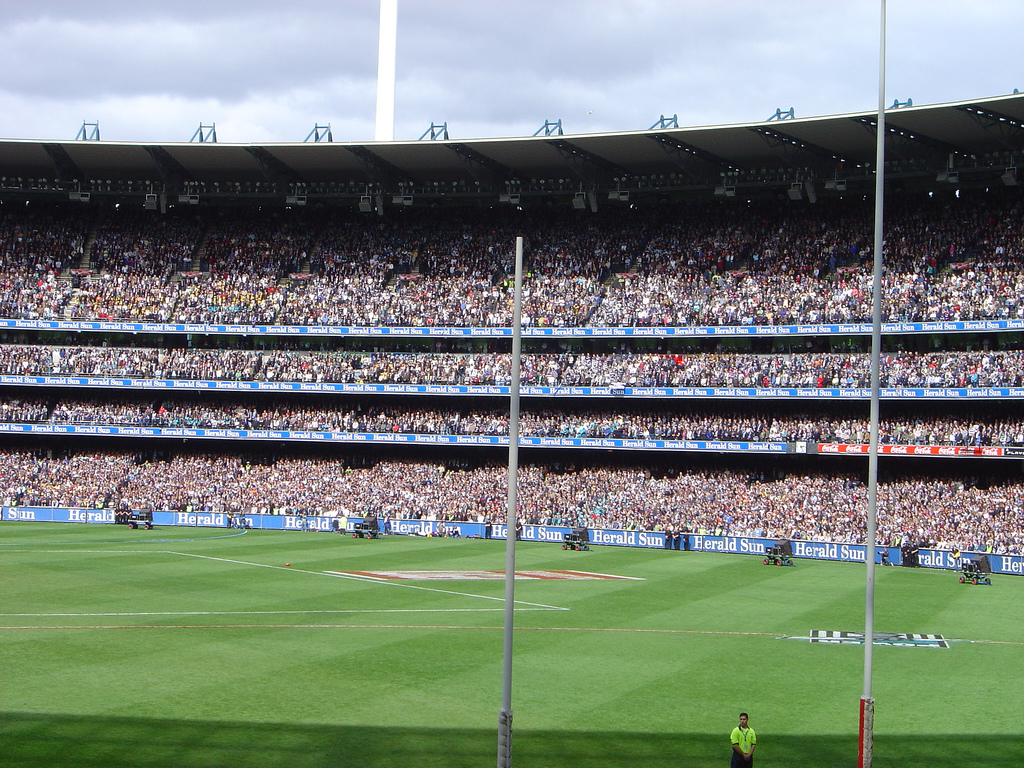
Vyprodané MCG během AFL Grand Final v roce 2007

## Pravidla
- Míč kopnutý do zámezí brankou vnitřní platí za 6 bodů – gól. Pokud dojde během letu od hráče do branky k teči, platí tento kop za 1 bod. Gól může být vstřelen i po zemi, pokud není tečován protihráčem.
- Dotkne-li se sloupku nebo proletí-li některou vnější brankou platí za 1 bod – tzv. behind.
- Družstvo má 18 hráčů a 4 na střídačce. Střídá se "hokejově".
- Doba hry je 80 minut (4 x 20 minut čistého času). Ligy v Austrálii se mohou rozhodnout pro použití kratší čtvrtiny hry podle svého uvážení. Například v AFLW se hraje na čtvrtiny o 17 minutách.[6] Mezi první  i druhou a třetí i čtvrtou čtvrtinou jsou dodržovány dvě šestiminutové přestávky a mezi druhou a třetí čtvrtinou je delší 20 minutová přestávka, známá jako poločas.
- Vyhrává družstvo s větším počtem bodů. Pokud je počet bodů stejný, jedná se o remízu a neprodlužuje se. Pokud dojde k remíze v play-off, zápas se opakuje.

Hráči jsou rozestaveni do 3 skupin po 6:
- 6 obránců – zadní řada má postranní Back Pockets a střední Full Back, přední obranná řada pak Centre Half Back a dva Half Back Flanks. Všech 6 hráčů musí být při rozehrávání utkání ve svém 50metrovém půlkruhu. Full back a Centre Half Back bývají obvykle vysocí silní hráči. Postranní obránci jsou většinou menší a rychlejší.
- 6 záložníků – prostřední Ruckman, který chodí na rozskoky, dále Rover, Ruck Rover, Center a dvě Wings. Kromě Wings musí být při rozehrání všichni 4 hráči v 50metrovém čtverci na půlce hřiště. Ruckman bývá nejvyšší hráč na hřišti a chodí na všechny rozskoky – jak ve středu hřiště na začátcích utkání a čtvrtin, tak na vhozy míčů ze stran. Rover, Ruck Rover a Center jsou rychlí a silní hráči s obrovskou fyzickou zdatností, kteří rozdělují míče – obdoba středních záložníků v klasickém fotbale. Dvě křídla (Wings) jsou obdoby křídelních záložníků ve fotbale – rychlí a útoční jedinci, kteří nastřelují míče na útočníky.
- 6 útočníků – přední řada blíže k brance: postranní Forward Pockets a střední Full Forward, další řada blíže středu hřiště: postranní Half Forward Flanks a střední Centre Half Forward. Všech 6 hráčů musí být v 50metrovém půlkruhu okolo brány při rozehrání míče ve středu hřiště na začátku zápasu a čtvrtin či po vstřelení gólu. Full Forward a Centre Half Forward bývají podobně jako jejich protivníci v obraně vysocí a silní hráči. Postranní útočníci jsou spíše menší a agilnější hráči, kteří se více podobají útočníkům z klasického fotbalu.

Zápas začíná rozhozem ve středovém čtverci. Pouze 4 hráči z každého týmu mohou stát při rozehrání v tomto čtverci a o míč se utkávají dva hráči, kteří se nazývají Ruckman. K rozehrání hry takto dochází i po vstřelení gólu. Pokud mužstvo vstřelí behind, hru rozehrává mužstvo, které behind obdrželo od své branky výkopem.
Míč smí být chycen rukou a odkopnut, nebo nesen, avšak nejvýše po cca 10 m musí být odražen od země nebo se jí jinak dotknout.
Míč se nehází, ale přihrává úderem pěstí podobným, jako je spodní podání ve volejbale. Tento úder se nazývá handball. Na rozdíl od rugby se smí handballem přihrávat kamkoliv.

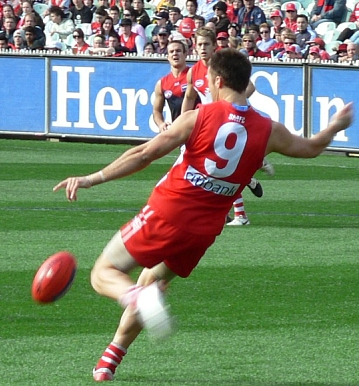
Přesné kopání a chytání patří k nejdůležitějším uměním v australském fotbale

Pokud hráč míč odkopne a tento netečován letí alespoň 15 metrů a je posléze chycen jakýmkoliv jiným hráčem, dostává tento hráč možnost volného přímého kopu. Toto chycení se nazývá Mark. V místě marku může stát protihráč a může hráči, který míč chytil, bránit v rozehrání, ale nesmí se pohnout blíž k němu, než kde došlo k marku, dokud hráč nerozehraje. Hráč, který míč chytil, si může ustoupit nebo rozehrát handballem nebo se s míčem rozeběhnout v ruce. Poté, co se rozeběhne, smí být atakován. Míč se může odkopnout i ze země a ze země může být vstřelen gól. V australském fotbale neexistuje pravidlo o offside.
Pokud hráč drží míč, smí být atakován kamkoliv od pasu po ramena. Pokud ho takto protihráč povalí na zem i s míčem, dostává za to možnost volného přímého kopu. Hráče s míčem je také možné na zem stáhnout za dres. Hráč bez míče může být atakován pouze tělem. Hráče s míčem se nesmí strkat ze zadu do zad. Při chytání míče ze vzduchu protihráč nesmí dát ruce mezi hlavu a ruku (tzn. nad rameno) druhého hráče.
Hráči australského fotbalu nemají žádné chrániče na těle, používají se pouze chrániče zubů. Holenní či jiné chrániče jsou zakázané. Hráči mohou mít rukavice.
V Evropě jsou pravidla přizpůsobena vzhledem k chybějícím velkým oválným hřištím. Zápasy se hrají na rugbyovém hřišti v devíti hráčích na každé straně – systém 3 obránci (střední se nazývá Fullback, postranní Back pockets), 3 záložníci (střední Ruckman – chodí na rozskok, kterým začíná zápas nebo se rozehrává po vstřeleném gólu a dvě postranní křídla – Wings) a 3 útočníci (střední Fullforward, postranní Forward pockets). Každý tým také mívá většinou 5 dalších hráčů na střídačce, přičemž střídat se může neomezeně, podobně jako v hokeji. Hřiště bývá rozděleno na 3 třetiny, přičemž po začátku utkání či čtvrtin a nebo po rozehrání hry po vstřelení gólu, které se děje ve středu hřiště, musí vždy 3 hráči ze všech linií stát v jejich dané třetině hřiště. Všechna ostatní důležitá pravidla jsou nezměněná. S těmito pravidly se v Evropě hrají státní ligy a také každoroční EU Cup. V Evropě však už existují i ligy a týmy, které hrají "plný" australský fotbal, například německá AFLG a další.

## Soutěže
- AFL – (Australian Football League)
- ČAAFL – Česká liga australského fotbalu
- Mezinárodní mistrovství v australském fotbale
- EU Cup – Každoroční evropský pohár

## Australský fotbal v Česku
Australský fotbal se v Česku začal hrát okolo roku 2005, kdy vznikl i předchůdce dnešní asociace. V současné době v Česku hrají ligu 4 týmy (Prague Cats, Prague Dragons, Prague Kings a Vinohrady Hawks), které sdružuje asociace české australské fotbalové ligy ČAAFL. Liga se u nás hraje od roku 2010. Všechny kluby sídlí v Praze a všechny zápasy se hrají na ragbyovém hřišti RK Petrovice v Praze-Petrovicích.

### Vítězové ČAAFL ligy
- 2010 Vinohrady Hawks
- 2011 Prague Cats
- 2012 Prague Dragons

V roce 2006 vznikla v Česku společnost Česká asociace australské fotbalové ligy, která byla v roce 2021 přejmenována na Českou asociaci australského fotbalu, která sdružovala pražské týmy. Zápasy se hrají na hřišti rugbyového týmu, v Praze – Petrovicích. Češi mají také svůj národní tým, kterému se hrdě přezdívá Čeští Lvi – Czech Lions. Každoročně již od roku 2007 se tento reprezentační tým zúčastňuje evropského poháru EU Cup, přičemž v roce 2008 ho Česko organizovalo. V roce 2010 vybojoval své první mezinárodní vítězství proti Katalánsku na EU Cupu, který se hrál poblíž italského Milána. Nyní se pilně připravuje na EU Cup 2012, který se bude konat na konci září ve skotském Edinburghu. Mimo EU Cupu hrají Čeští Lvi během roku i spoustu dalších přípravných a přátelských utkání po celé Evropě.